# Darja Alexandrowna Safonowa
Darja Alexandrowna Safonowa (russisch Да́рья Алекса́ндровна Сафо́нова, engl. Transkription Darya Safonova; * 20. März 1980 in Tscheljabinsk, RSFSR, Sowjetunion) ist eine ehemalige russische Leichtathletin, die sich auf den Sprint spezialisiert hat. Mit der russischen 4-mal-400-Meter-Staffel wurde sie 2009 in Turin Halleneuropameisterin.

## Sportliche Laufbahn
Erste internationale Erfahrungen sammelte Darja Safonowa, die von 2005 bis 2007 wegen eines Dopingverstoßes mit Pemolin gesperrt war, bei den Halleneuropameisterschaften 2009 in Turin, bei denen sie in 51,85 s die Bronzemedaille im 400-Meter-Lauf hinter ihrer Landsfrau Antonina Kriwoschapka und 
Natalija Pyhyda aus der Ukraine gewann. Zudem siegte sie mit der russischen 4-mal-400-Meter-Staffel in 3:29,12 min gemeinsam mit Natalja Antjuch, Jelena Woinowa und Antonina Kriwoschapka. 2012 beendete sie dann ihre aktive sportliche Karriere im Alter von 32 Jahren.
2009 wurde Safonowa russische Meisterin in der 4-mal-400-Meter-Staffel.

## Persönliche Bestleistungen
- 400 Meter: 51,32 s, 23. Juli 2009 in Tscheboksary
  - 400 Meter (Halle): 51,85 s, 7. März 2009 in Turin